# 塔斯克·霍华德·布利斯

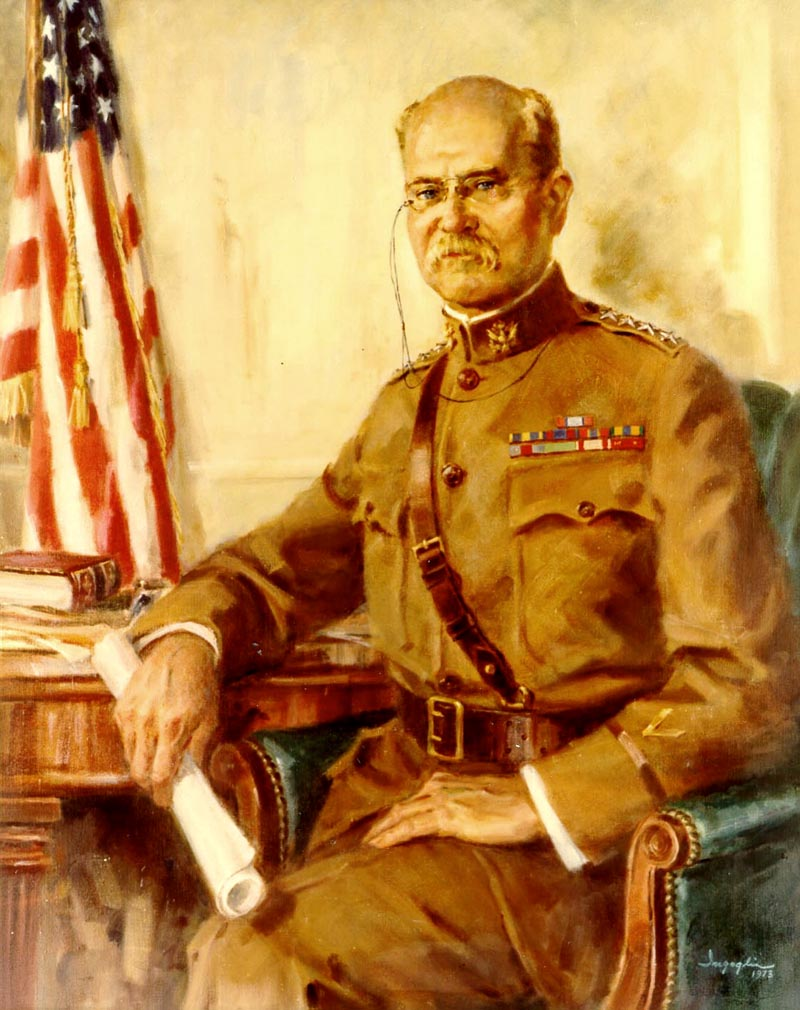
塔斯克·霍华德·布利斯将军

塔斯克·霍华德·布利斯（英語：Tasker Howard Bliss，1851年12月31日—1930年11月9日），是美国陆军将领、外交官，他于1917年9月22日至1918年5月18日担任美国陆军参谋长。第一次世界大战结束后，他参与了巴黎和平谈判，并且作为美国代表团成员之一而签署了《凡尔赛和约》。

## 延伸阅读
- Davis, Henry Blaine Jr. . Raleigh, North Carolina: Pentland Press, Inc. 1998: 42–43. ISBN 1-57197-088-6.
- Palmer, Frederick. Bliss: Peacemaker- The Life and Letters of General Tasker H. Bliss (1934) online